# Трима братя
„Трима братя“ (на италиански: Tre fratelli) е италиански филм от 1981 година, драма на режисьора Франческо Рози. Сценарият на Рози в съавторство с Тонино Гуера е базиран на разказа на руския писател Андрей Платонов „Третият син“ (1936), като действието е пренесено в съвременна Италия.
В центъра на сюжета са трима братя, които се събират за кратко в родния си дом – голяма, но занемарена селска къща в Южна Италия – заради смъртта на майка си. Тримата се намират в напълно различна житейска ситуация – най-големият брат Рафаеле е съдия в Рим, изправен пред заплахи срещу семейството си по време на процес срещу терористи, средният брат Роко работи като възпитател в затвор за малолетни в Неапол, а най-малкият Никола е профсъюзен активист в Милано, опитващ се да предотврати разпадането на брака си. Главните роли се изпълняват от Филип Ноаре, Микеле Плачидо, Виторио Мецоджорно и Шарл Ванел.
„Трима братя“ печели четири награди „Давид ди Донатело“, включително за режисура, и е номиниран за „Оскар“ за чуждоезичен филм.